# 5592 Oshima
5592 Oshima è un asteroide della fascia principale. Scoperto nel 1990, presenta un'orbita caratterizzata da un semiasse maggiore pari a 3,1713913 UA e da un'eccentricità di 0,0663464, inclinata di 8,49368° rispetto all'eclittica.
Dal 1º settembre al 29 novembre 1993, quando 5689 Rhön ricevette la denominazione ufficiale, è stato l'asteroide denominato con il più alto numero ordinale. Prima della sua denominazione, il primato era di 5522 De Rop.
L'asteroide è dedicato all'astronomo giapponese Yoshiaki Ōshima.